# Liam Holowesko
Liam Holowesko, né le 1er septembre 2000 à Nassau, est un coureur cycliste bahaméen.

## Biographie
Liam Holowesko naît le 1er septembre 2000 à Nassau, capitale des Bahamas. Il est le fils de Stephen Holowesko, ancien cycliste au niveau local, et le petit-fils de Lynn Holowesko, sénatrice aux Bahamas. En 2011, il s'impose sur le Tour des Bahamas dans la catégorie des 10-14 ans. 
Grand espoir du cyclisme national, il s'illustre sur la scène locale en devenant champion des Bahamas du contre-la-montre en 2014, alors qu'il n'est âgé que de 13 ans. Sur le circuit américain, il figure parmi les meilleurs cyclistes de sa tranche d'âge, à tel point qu'il remporte le contre-la-montre des championnats des États-Unis, dans la catégorie des 13-14 ans. Véritable passionné de cyclisme, il a pour rêve de participer au Tour de France. 
Aux championnats des Bahamas de 2015, il conserve sur le titre national sur le contre-la-montre et termine deuxième de la course en ligne. 
En 2016, il gagne tout comme l'année précédente plusieurs courses sur le circuit américain, avec en point d'orgue une victoire aux championnats nationaux des États-Unis sur le contre-la-montre, pour les juniors âgés entre 15 et 16 ans. Avec l'équipe américaine Hot Tubes, il se distingue sur le Tour d'Irlande juniors, en portant durant deux jours le maillot blanc de meilleur jeune, grâce à une quatrième place au contre-la-montre inaugural.
En 2017, il est sacré pour la troisième fois de sa carrière champion des Bahamas du contre-la-montre, chez les élites. Sélectionné pour les Jeux du Commonwealth de la Jeunesse, il se classe septième de l'épreuve chronométrée. En 2018, il obtient son premier titre en ligne chez les seniors aux championnats des Bahamas et termine notamment neuvième de la Green Mountain Stage Race juniors. 
En 2019, il rejoint les rangs professionnels en signant avec la formation Hagens Berman-Axeon.

## Palmarès
- 2014
  -  Champion des Bahamas du contre-la-montre
  - 2e du championnat des Bahamas sur route
- 2015
  -  Champion des Bahamas du contre-la-montre
  - 2e du championnat des Bahamas sur route
- 2017
  -  Champion des Bahamas du contre-la-montre
- 2018
  -  Champion des Bahamas sur route